# Ірбейський район
Ірбейський район (рос. Ирбейский район) — адміністративна одиниця та муніципальне утворення в південно-східній частині Красноярського краю. Адміністративний центр — село Ірбейське.

## Географія
Суміжні території:
- Північ: Канський та Іланський райони Красноярського краю
- Схід і південь: Іркутська область
- Захід: Саянський район
- Північний захід: Рибинський район (Красноярський край)

Площа території за даними на 2008 рік — 10920,85 км².

## Історія
З утворенням Єнісейської губернії в 1822 році, в губернію і зокрема в Ірбей і села розташовані навколо нього засилали велика кількість людей, що знаходилися не дрежили з законом, в їх число входили солдати й матроси, засуджені за різні військові проступки, а крім цього в губернії була велика кількість бродяг і втікачів. Засланці в Сибіру не мали в той час від уряду ніякої допомоги. З моменту прибуття на місце вони повинні були самі собі заробляти на хліб й при цьому платити податки. Всі ці люди жили серед жителів старожильських сіл, тим самим завдаючи останнім масу неприємностей. Ось перший губернатор Єнісейської губернії А. П. Степанов і вирішив побудувати для цих неспокійних людей так звані казенні поселення. За висловом самого Степанова, щоб через посилений нагляд і заняття в хліборобстві, утримати злочинців від пагонів і неробства. Для розміщення 5955 чоловіків і 155 жінок планувалося побудувати 22 казенних поселення. 15 вересня 1827 року царем Миколою I був затверджений проєкт створення цих поселень. На території майбутнього Ірбейського району до 1837 року було побудовано 4 таких поселення (Миколаївка, Олександрівка, Прирічне, Маловка). Сюди направляють учасників селянських заворушень, членів народницьких і  народовольческих організацій, учасників Польського повстання 1863—1864 років, а починаючи з кінця XIX століття — членів лівих політичних організацій.
В кінці XIX-початку XX століття починається активне переселення українців, білорусів та чувашів. Саме тоді на території майбутнього Ірбейського району з'являються села переважно з українським населенням: Орловка, Єлисеївка, Михайлівка, Преображенка, Кам'янка. Більшість білорусів селилися в Ірбейській, Тальський і Усть-Ярульській волостях, змішане українсько-білоруське населення було в Покровці і Арангаші. В 1906–1910 рр. починається столипінське переселення. Села майбутнього Ірбейського району входили до складу Ірбейської, Тальський та Амонашевської воллостей. (1910 рік)
Радянська влада на території району була встановлена в період з 1919 по 1920 рр. Ірбейський район був утворений 4  квітня 1924 року.